# FREEDOM (BLUE ENCOUNTの曲)
「FREEDOM」（フリーダム）は、日本のロックバンドであるBLUE ENCOUNTの楽曲。同バンド9枚目のシングルとして、2018年11月21日にKi/oon Musicから発売された。

## 収録曲

### 通常版、初回限定版
1. FREEDOM　
  - 作詞作曲：田邊駿一
  - フジテレビ系ノイタミナアニメBANANA FISH主題歌
2. ミュージック
  - 作詞作曲：田邊駿一
  - サントリー「ザ・プレミアム・モルツ」『The Premium Music』キャンペーンコラボ楽曲
3. それでも、君は走り続ける
  - 作詞作曲：田邊駿一
  - FM802ランニングサークル“FUNKY JOGGERZ”マラソン応援ソング

### 初回限定版DVD
1. Waaaake!!!!
2. JUMP
3. コンパス
4. 灯せ
5. こたえ
6. Making of TOUR2018 Choice Your「→」
  - 特典DVD内容：、2018年7月27日に熊本B.9 V1にて行われた＜TOUR2018 Choice Your「→」＞のライブパフォーマンスとツアードキュメンタリーを収録